# Georges Garing
Georges Garing, né à Paris le 22 avril 1884, et mort à Verdun le 8 juin 1916, est un céramiste français.

## Biographie
Lucien Albert Georges Garing, fils de Ignace Garing tailleur et de Marie Elisa Herbulot, nait le 22 avril 1884 dans le 4e arrondissement de Paris. Il fait sa première communion le 23 mai 1895 à Saint-Gervais dans ce même arrondissement.
En 1901, il est reçu deuxième sur quatre au concours d'entrée de l'École de céramique de Sèvres dont il sort diplômé en 1906.
Créateur d'une technique de camaïeu sur porcelaine, le 6 mai 1907 il ouvre un atelier dans le pavillon qu'il habite, no 22 rue Babeuf à Alfortville où son grand-père maternel est tailleur. Cet atelier attire des céramistes voulant perfectionner leur formation dont le plus célèbre est Édouard Cazaux en 1912.
Le 21 juin 1913, il épouse Julia Joséphine Marie à Saint-Germain-en-Laye.
Bien que dispensé de service militaire comme étudiant, il n'échappe pas en 1914 à la mobilisation générale et c'est comme sous-lieutenant du 2e régiment de marche de zouaves qu'il succombe à ses blessures lors de la tentative de reprise du fort de Vaux le 8 juin 1916. Il repose à la nécropole nationale de Belleray.
Son dernier domicile connu est le no 22 rue Babeuf à Alfortville,.
En 1924, ses héritiers voient enfin l'issue favorable de son procès contre Goldscheider (en), à la suite de la plainte déposée pour contrefaçon de modéles d'art.

## Collections publiques
Sèvres, musée national de Céramique : 
- Grand vase décoré de mouettes blanches sur fond de nuages [13] ;
- Vase [14].

## Expositions
- Salon de la Société des artistes français de 1911, Paris, Grand Palais (mention honorable)[15].